# Stonewall (Oklahoma)
Stonewall – miasto w Stanach Zjednoczonych, w stanie Oklahoma, w hrabstwie Pontotoc.